# Hamburg-Sasel
Hamburg-Sasel is een wijk in het stadsdistrict Hamburg-Wandsbek van de stad Hamburg. Sasel ligt in het noorden van de stad. Het telt 24.087 inwoners.
De wijk behoort tot het Alstertalgebied.

## Geografie
De wijk wordt doorsneden door Ring 3, een belangrijke verkeersweg binnen Hamburg, maar voor het overige zijn er vooral rustige groene woonstraten.
De Alster stroomt langs de noordwestrand.
Het centrum wordt gevormd door de Saseler Markt met de Vicelinkerk en het voormalige raadhuis.

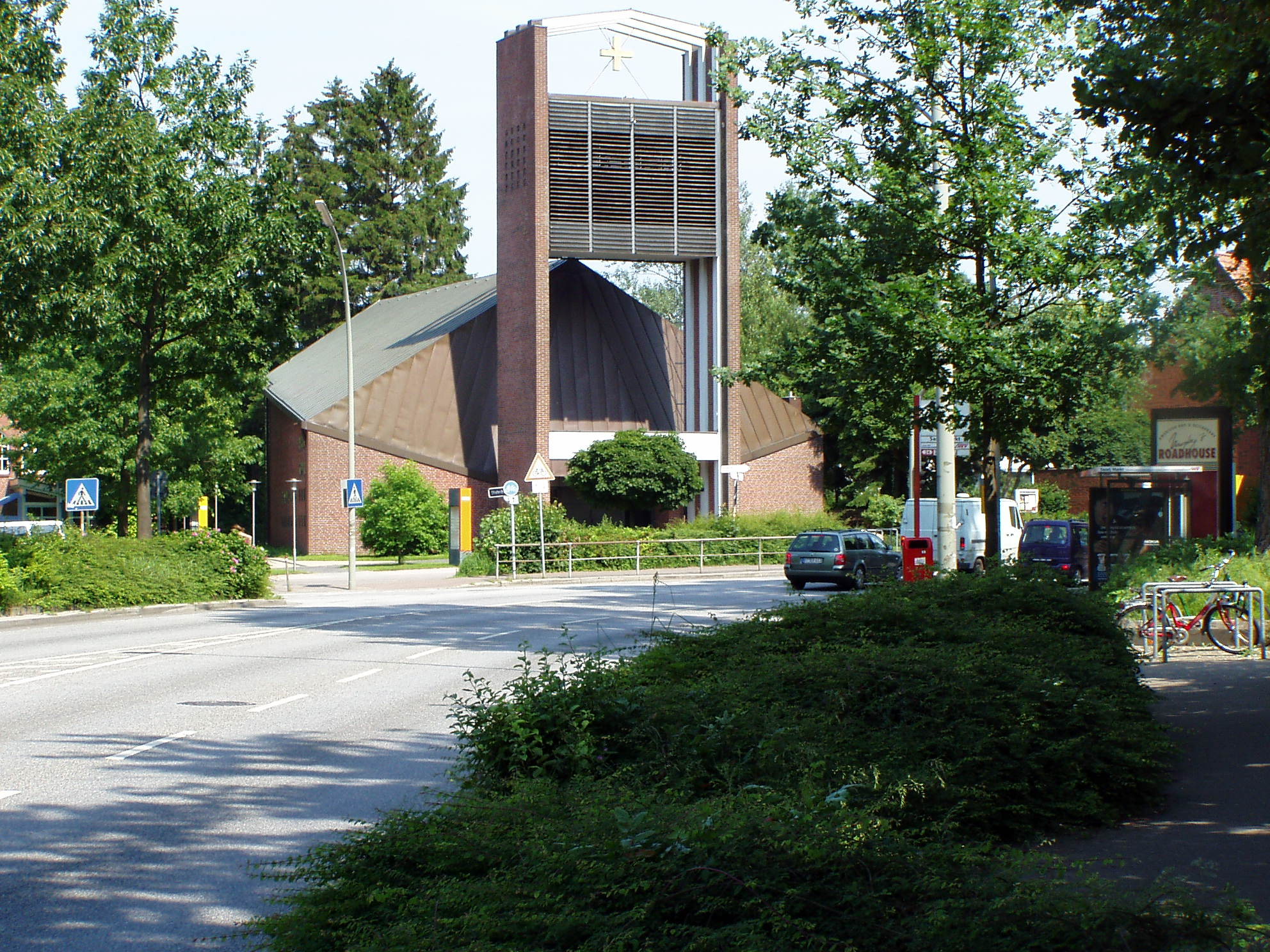
De Vicelinkerk op de Saseler Markt

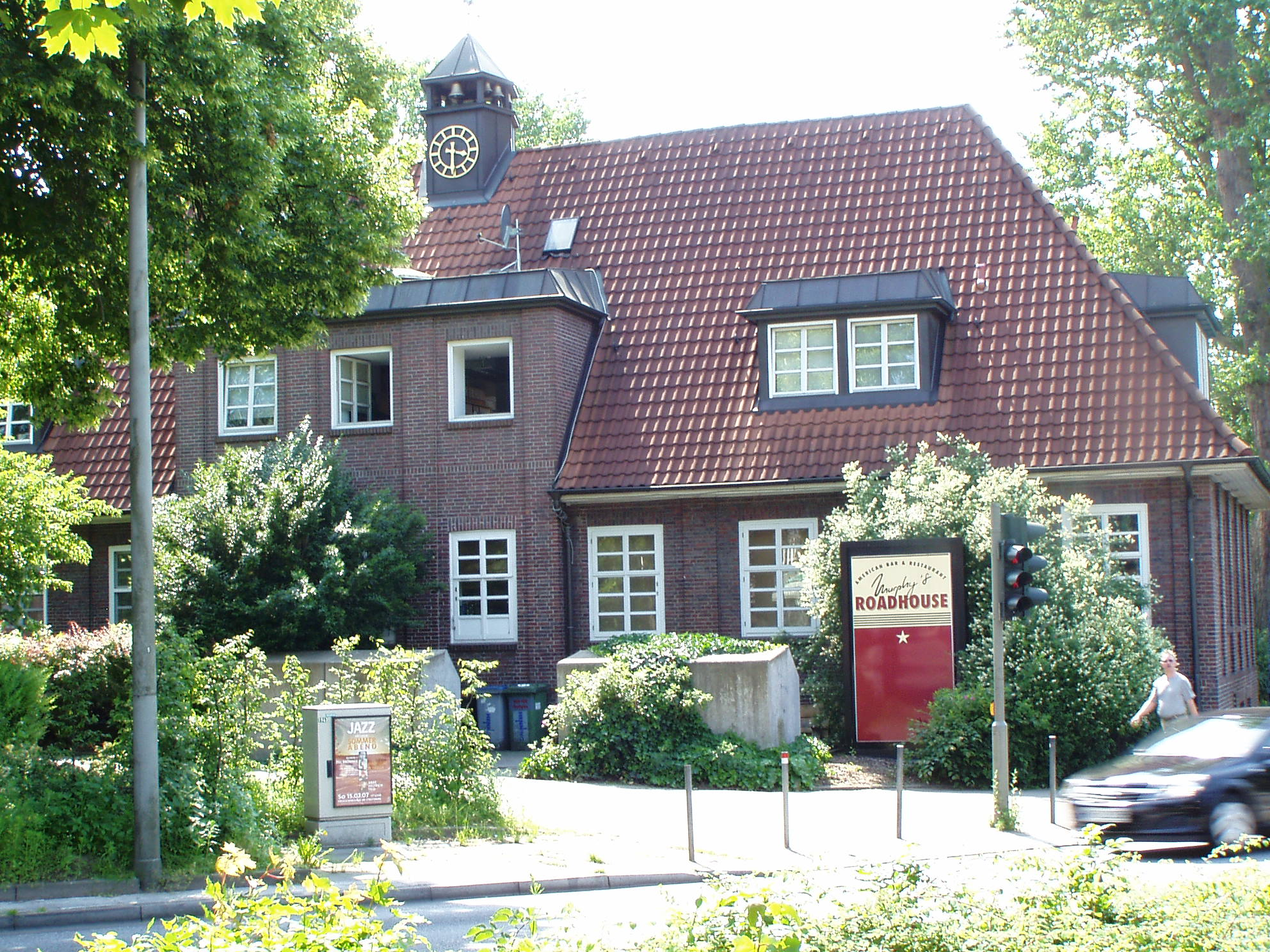
Sasel Altes Rathaus, achterzijde

## Geschiedenis
Tussen 700 en 800 werd de Mellingburg op deze plaats opgericht. Vanaf 1293 is het als dorp gekend.
Sinds de late middeleeuwen behoorde het tot het Hertogdom Holstein-Gottorp, sinds 1771 tot Denemarken en sinds 1867 tot Pruisen. In 1937 werd het bij Hamburg ingelijfd.
De straatnaam Beim Riesenstein verwijst naar een grote zwerfsteen op deze plaats die evenwel in de 19e eeuw werd opgeblazen om als fundering voor een brug over de Saselbek te dienen.
In tegenstelling tot de omliggende plaatsen bleef Sasel lang een boerendorp. Toch werd er reeds in 1920 gestart met een planmatige opdeling van het grondgebied.

## Referentie
Bergstedt · Bramfeld · Duvenstedt · Eilbek · Farmsen-Berne · Hummelsbüttel · Jenfeld · Lemsahl-Mellingstedt · Marienthal · Poppenbüttel · Rahlstedt · Sasel · Steilshoop · Tonndorf · Volksdorf · Wandsbek · Wellingsbüttel · Wohldorf-Ohlstedt